# Riesenhörnchen
Die Riesenhörnchen (Ratufa) sind eine Gattung südasiatischer Hörnchen mit vier Arten. Sie gehören gemeinsam mit den Murmeltieren und den Riesengleithörnchen zu den größten Hörnchen der Welt. Verwandtschaftlich werden sie allen anderen Hörnchen als eigene Unterfamilie Ratufinae gegenübergestellt.

## Merkmale
Die Riesenhörnchen gehören zu den größten Hörnchenarten der Welt und haben eine Kopf-Rumpf-Länge von 25 bis 45 Zentimeter, damit übertreffen die größten Vertreter einen Marder.  Das Gewicht kann bis zwei Kilogramm, ausnahmsweise auch drei Kilogramm betragen. Damit sind Riesenhörnchen zwar außergewöhnlich große Vertreter der Familie, doch gibt es unter den Gleithörnchen noch größere Hörnchen. Der Schwanz ist länger als die Kopf-Rumpf-Länge. Die Arten haben ein farbenprächtiges Fell. Das Schwarze Riesenhörnchen ist oberseits schwarz und unterseits gelb gefärbt. Das Königsriesenhörnchen hat eine dunkelrote Oberseite, schwarze Flecken auf Rücken, Schultern und Beinen, und eine weißlichgelbe Unterseite. Die Füße sind sehr kräftig und enden in scharfen Krallen. Die Weibchen haben drei Paar Zitzen.
| 1 | · | 0 | · | 1 | · | 3 | = 20 |

Der Schädel der Tiere ist kräftig gebaut, die Schnauzenregion ist sehr kurz. Die Länge der Nasenbeine entspricht etwa der Hälfte der maximalen Schädelbreite im Bereich der Jochbögen.  Das Stirnbein ist lang und breit ausgebildet, der postorbitale Fortsatz ist stumpf. Die Hinterhauptsregion ist gestaucht. Alle Arten der Gattung besitzen im Oberkiefer pro Hälfte einen zu einem Nagezahn ausgebildeten Schneidezahn (Incisivus), dem eine Zahnlücke (Diastema) folgt. Hierauf folgen ein Prämolar und drei Molare. Die Zähne im Unterkiefer entsprechen denen im Oberkiefer. Insgesamt verfügen die Tiere damit über ein Gebiss aus 20 Zähnen.

## Verbreitung
Von den Arten der Riesenhörnchen sind das Königsriesenhörnchen (Ratufa indica)  und das Sri-Lanka-Riesenhörnchen (Ratufa macroura) in ihrer Verbreitung auf Indien und Sri Lanka beschränkt. Das Schwarze Riesenhörnchen (Ratufa bicolor) kommt über weite Teile Süd- und Südostasiens von Nepal und der Volksrepublik China bis auf die indonesischen Inseln vor. Das Verbreitungsgebiet des Blassen Riesenhörnchens (Ratufa affinis) umfasst die Malaiische Halbinsel sowie die Inseln Sumatra und Borneo.

## Lebensweise
Riesenhörnchen bewohnen die Wipfelregion des tropischen Regenwaldes. Hier sind sie sehr lebhaft und springen mit bis zu sechs Meter langen Sätzen durch das Geäst. Zum Ruhen kommen sie in Baumhöhlen unter, und nur zur Fortpflanzungszeit bauen sie ein Nest aus Pflanzenteilen in den Ästen. Diese Nester können gewaltige Ausmaße annehmen und einen Durchmesser von fast zwei Metern haben. Die Nahrung besteht wie bei den meisten baumlebenden Hörnchen aus Nüssen, Früchten und Rinde, gelegentlich auch aus Vogeleiern. Im Gegensatz zu den meisten Hörnchen können Riesenhörnchen nicht auf den Hinterbeinen sitzen und dabei das Gleichgewicht halten.

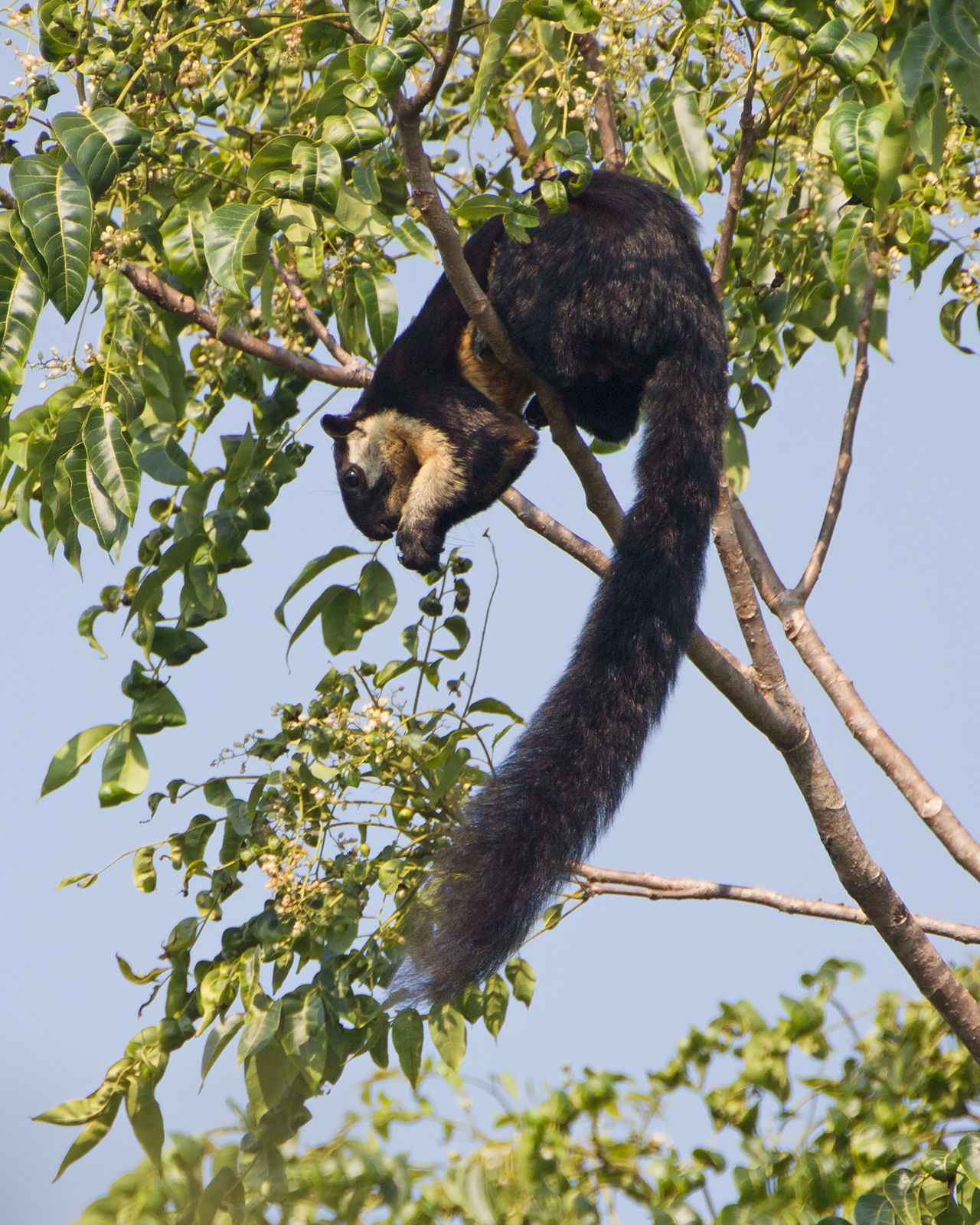
Schwarzes Riesenhörnchen (Ratufa bicolor) im Khao Yai National Park, Pak Chong, Thailand

Als Einzelgänger kommen Riesenhörnchen nur zur Paarungszeit zusammen und gehen gleich wieder auseinander. Nach einer Tragzeit von dreißig Tagen kommen ein bis fünf Junge zur Welt, die erst mit zwei Jahren geschlechtsreif werden. In Gefangenschaft wurde ein Königsriesenhörnchen zwanzig Jahre alt, was für ein Nagetier ein außergewöhnlich hohes Alter ist.

## Systematik
Die Riesenhörnchen bilden eine eigene Unterfamilie innerhalb der Hörnchen, die mit der Gattung Ratufa nur eine einzelne Gattung enthält. Die Erstbeschreibung der Gattung Ratufa erfolgte durch John Edward Gray im Jahr 1867. Traditionell wurden die Riesenhörnchen systematisch in die Nähe der Schönhörnchen gestellt. Joseph Curtis Moore führte 1959 in seiner Revision der Hörnchensystematik die Riesenhörnchen als eigene Tribus Ratufini ein, der er die Ratufa-Arten zuordnete. In den letzten Jahren ergaben kladistische Analysen, dass Riesenhörnchen unter den heute lebenden Hörnchen keine näheren Verwandten haben und offenbar als Schwestergruppe aller anderen Hörnchen zu betrachten sind, sie werden deshalb in einer eigenen Unterfamilie geführt.
Innerhalb der Riesenhörnchen werden vier Arten unterschieden:
- Blasses Riesenhörnchen (Ratufa affinis) auf der Malaiischen Halbinsel, Sumatra und Borneo
- Schwarzes Riesenhörnchen (Ratufa bicolor) auf dem südostasiatisches Festland sowie auf Hainan, Sumatra, Java und Bali
- Königsriesenhörnchen (Ratufa indica) in Indien
- Sri-Lanka-Riesenhörnchen (Ratufa macroura) im südlichen Indien und Sri Lanka

## Bedrohung und Schutz
Die Bestände aller Riesenhörnchen sind in den letzten Jahren deutlich zurückgegangen, daher werden von der International Union for Conservation of Nature and Natural Resources  (IUCN) alle vier Arten als „gefährdet“ (near threatened) eingestuft.
Das Sri-Lanka-Riesenhörnchen hatte einst auch eine größere Verbreitung im Süden Indiens, ist dort aber bis auf wenige hundert Exemplare ausgestorben, so dass es fast nur noch auf Sri Lanka vorkommt. Von vier Unterarten des Königsriesenhörnchens ist eine bereits ausgestorben, das Dangs-Riesenhörnchen (Ratufa indica dealbata), das in Gujarat lebte und seit den 1940er-Jahren nicht mehr gesehen wurde.

## Belege
1. 1 2 3  Robert S. Hoffmann, Andrew T. Smith: Subfamily Ratufinae / Genus Ratufa. In: Andrew T. Smith, Yan Xie: A Guide to the Mammals of China. Princeton University Press, Princeton NJ 2008, ISBN 978-0-691-09984-2, S. 173.
2. ↑  Joseph Curtis Moore: Relationship among living squirrels of the Sciurinae. Bulletin of the American Museum of Natural History 118, 1959; S. 153–206.
3. ↑  Ratufinae In: Richard W. Thorington Jr., John L. Koprowski, Michael A. Steele: Squirrels of the World. Johns Hopkins University Press, Baltimore MD 2012; S. 23 ff. ISBN 978-1-4214-0469-1
4. ↑  J.L. Koprowski, E.A. Goldstein, K.R. Bennett, C. Pereira Mendes: Subfamily Ratufinae, Genus Ratufa. In: Don E. Wilson, T.E. Lacher, Jr., Russell A. Mittermeier (Hrsg.): Handbook of the Mammals of the World: Lagomorphs and Rodents 1. (HMW, Band 6) Lynx Edicions, Barcelona 2016, ISBN 978-84-941892-3-4, S. 711–714.